# Byzantiner Münze
Mit Byzantiner Münze wird in der Heraldik eine Wappenfigur bezeichnet, die eine goldene Kugel ist. Die Besonderheit dieser Kugel ist die Andeutung von Ziselierung oder Schriftzeichen.
Der Begriff führt auf die mitgebrachten Münzen („Bezants“) zurück, die die Kreuzfahrer wie eine Wappenverstärkung auf dem Wappenschild befestigten. In der neueren Heraldik werden diese Kugeln als Ballen, Billen, Pfennige, Wappenpfennige oder Kuchen bezeichnet.
In der englischen Heraldik hat diese Wappenfigur eine besondere Bedeutung. Als Roundels oder Roundlets dienen sie als Beizeichen, und in Gold werden sie als Besant in Anlehnung an die Byzantiner Münze bezeichnet. In Silber sind es Bälle und heißen Plate.
Das Wappen der Herren von Berckefeldt zeigt sieben (1, 3, 3) Kugeln als goldene Besanten.